# Aslanhane, Akyaka
Aslahane là một xã thuộc huyện Akyaka, tỉnh Kars, Thổ Nhĩ Kỳ. Dân số thời điểm năm 2010 là 56 người.